# Marble (KDE)
Marble is een vrije virtuele aardbol ontwikkeld door het KDE Education Project dat werkt op elk besturingssysteem dat Qt 4 ondersteunt. Marble is zeer flexibel en kan worden uitgebreid met plug-ins en worden aangepast aan de eisen van specifieke platformen en gebruikers. Het doel van Marble is om lage systeemeisen te combineren met een groot aantal functies.
Standaard wordt de Aarde weergegeven als een globe, maar er kan ook worden gekozen voor een platte projectie, een weergave vanuit een satelliet, of zelfs een nachtelijk zicht van de Aarde. Het is ook mogelijk om een gedetailleerde weergave van steden te geven door middel van OpenStreetMap.
Marble kan ook van het internet nieuwe mappen downloaden dankzij KDE's "Get Hot New Stuff"-functie. Marble is ook in staat om per locatie online informatie (zoals van Wikipedia) en foto's weer te geven. Andere functies zijn onder andere de mogelijkheid om afstanden te meten, ondersteuning voor het weergeven van de verdeling van het zonlicht op eender welk moment en ondersteuning voor het kml-formaat van Google Earth.